# Alberich (Langres)
Alberich, auch Albrich oder Alberic (* 8. Jahrhundert; † 21. Dezember 838), war Benediktiner, Abt des Klosters Saint-Etienne in Dijon und Bischof von Langres.

## Leben und Wirken

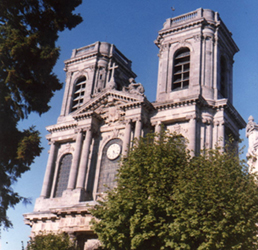
Kathedrale von Langres

Alberich entstammte, wie sein Amtsvorgänger Petto, dem bayerischen Hochadelsgeschlecht der Hahilinga, das durch seine Verwandtschaft mit den Waltrichen in enger Verbindung zu den Karolingern stand und insbesondere im Gebiet von Oberhaching und Unterhaching begütert war.
Nach dem Tod seines Verwandten Petto im Jahr 820 übernahm Alberich, neben der Abtswürde des Klosters Saint-Etienne zu Dijon, dessen Amt als Bischof der Diözese Langres. Durch den Verlust der freien Abtswahl und die Verarmung der Mönche waren die Klöster im Frankenreich vielerorts zu Kanonikatsstiften herabgesunken. In seiner Regierungszeit gelang es Alberich, die Einführung der Benediktinerregel als einzig verbindliche Klosterregel im Frankenreich nach dem Konzil von Aachen auch in seinem Diözesangebiet umzusetzen und so die Entwicklung des geistigen und wirtschaftlichen Niederganges im klösterlichen Leben zu beenden. Alberich ist damit im Zentrum der karolingischen Kirchenreform Kaiser Ludwigs des Frommen zu sehen – insbesondere da er im Jahr 822 neben so einflussreichen Persönlichkeiten wie Haistulph von Mainz, Hetti von Trier und Hadebald von Köln vom Kaiser zum Königsboten ernannt wurde.
Ab 20. November 830 nahm Alberich an einer Provinzialsynode der Kirchenprovinz Lyon unter Leitung des Erzbischofs Agobard von Lyon teil.
Alberich verstarb am 21. Dezember des Jahres 838. Ihm folgte im Amt des Bischofs von Langres mit Theotbald vermutlich ein weiterer Verwandter und Angehöriger des Geschlechts der Hahilinga nach.